# أعيان الزمان وجيران النعمان في مقبرة الخيزران (كتاب)
أعيان الزمان وجيران النعمان في مقبرة الخيزران، وهو من أشهر الكتب في تراجم أهل بغداد ممن دفنوا في مقبرة الخيزران المجاورة لمبنى جامع الإمام أبو حنيفة النعمان في مدينة الأعظمية ببغداد.

## مؤلف الكتاب
ألفه المؤرخ الأديب والشاعر وليد الأعظمي.

### مقبرة الخيزران

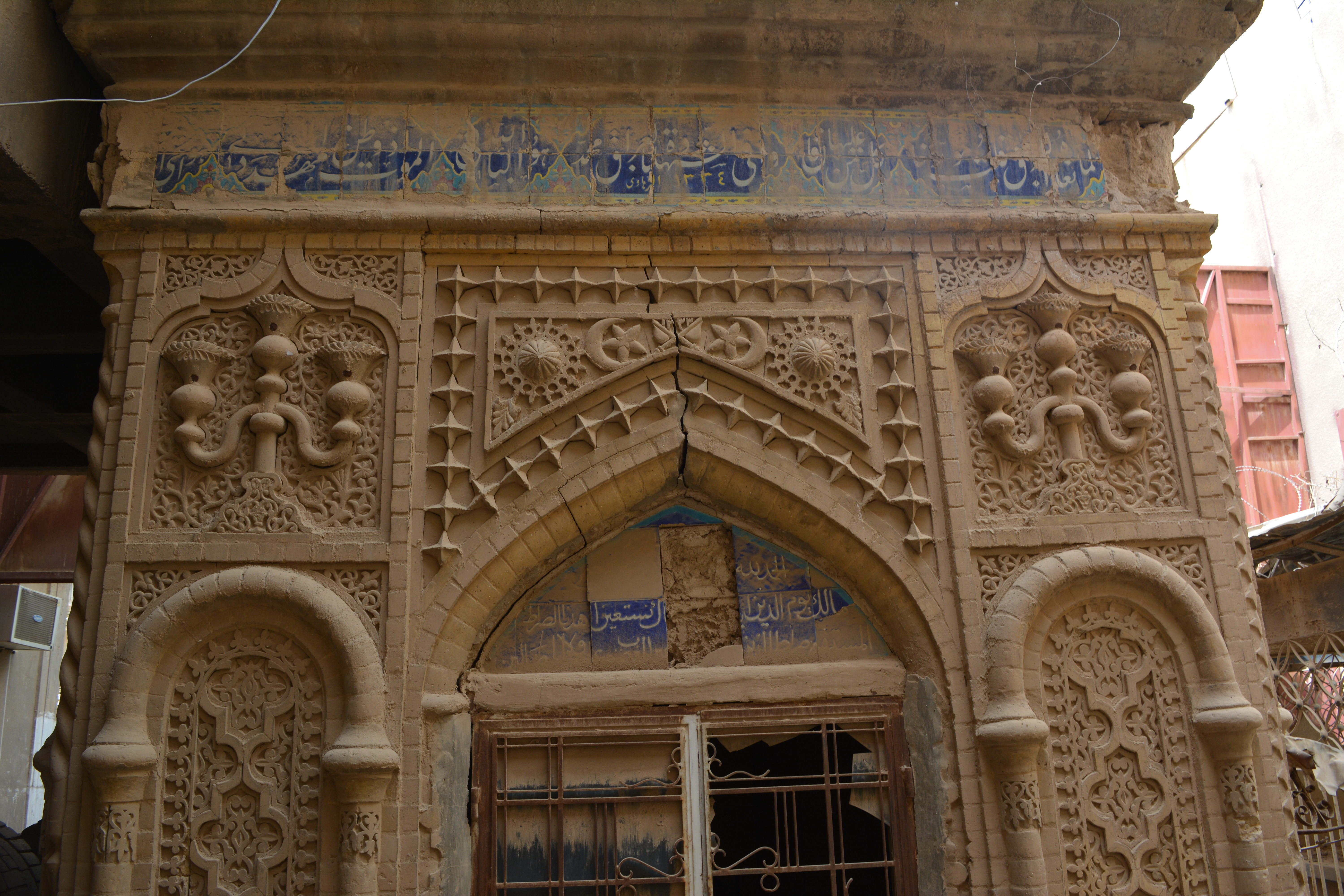
قبر الفريق محمد فاضل باشا الداغستاني

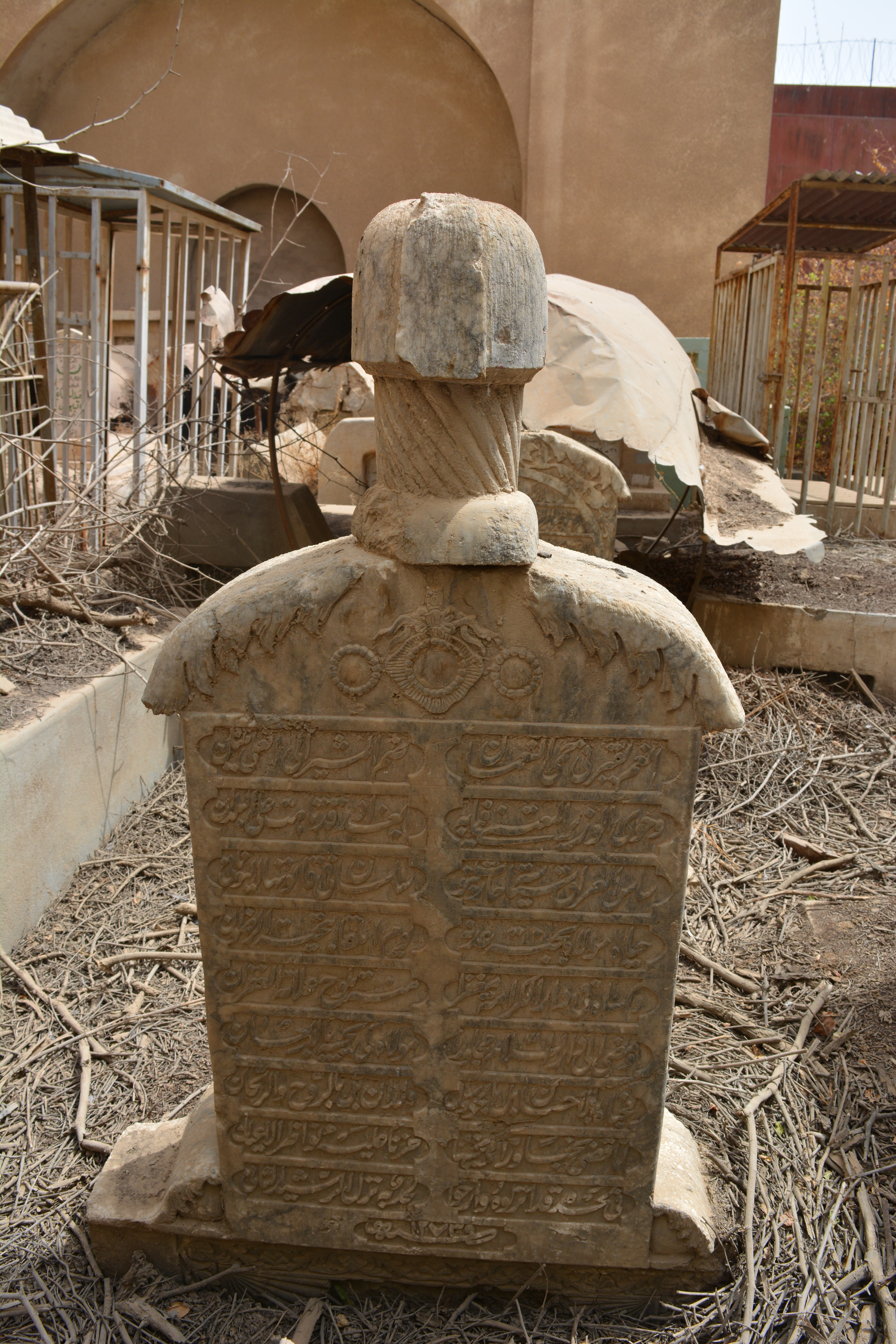
قبر والي بغداد رشيد باشا الكوزلكلي

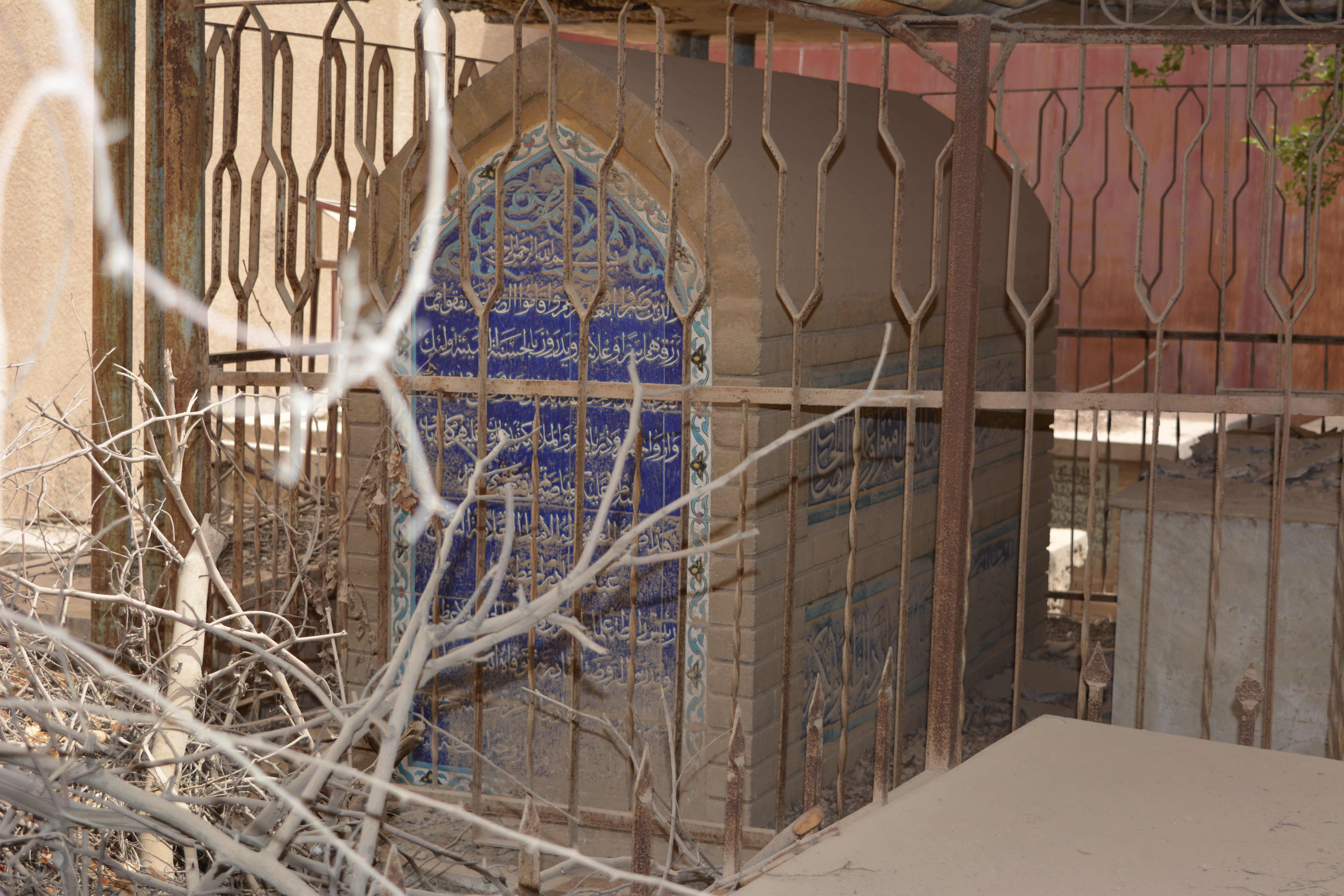
قبر الشيخ عبد القادر الخطيب